# Arnulf Pahlitzsch

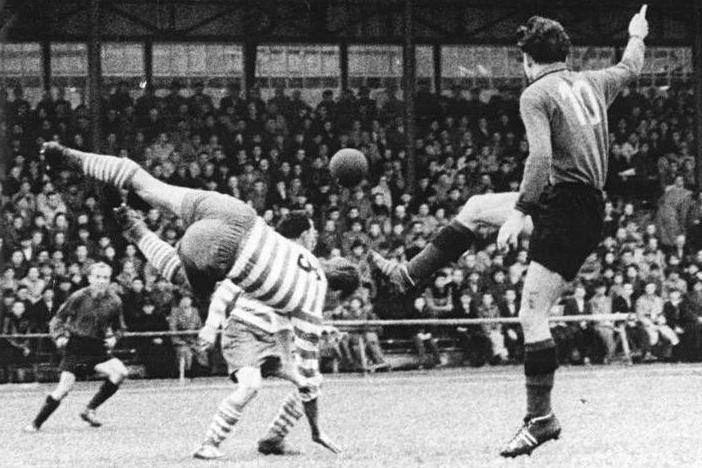
Pahlitzsch (l.) im Oberligaspiel Wismut Karl-Marx-Stadt – Lok Leipzig am 12. Nov. 1956

Arnulf Pahlitzsch (* 26. August 1933; † 7. Juli 2013) war ein Fußballspieler, der in der obersten Fußballklasse der DDR, der Oberliga für den SC Lokomotive Leipzig und die SG Dynamo Dresden spielte.

## Werdegang
Pahlitzsch begann seine Fußballkarriere bei der Betriebssportgemeinschaft (BSG) Lokomotive Pirna. Als 19-jähriger Stürmer war er 1953 am Aufstieg der 1. Männermannschaft in die drittklassige Bezirksliga Dresden beteiligt. Während der Saison 1954/55 wurde er zum Oberligisten SC Lok Leipzig delegiert, wo er am 27. Februar 1955 seinen Einstand in der Oberliga gab. In der Begegnung SC Chemie Halle-Leuna – SC Lok (1:0) wurde er von Trainer Alfred Kunze anstelle des nicht einsatzbereiten Heinz Fröhlich als halbrechter Stürmer eingesetzt. Erst im Laufe der Saison 1956, der Spielplan war inzwischen auf das Kalenderjahr umgestellt worden, konnte sich Pahlitzsch unter dem neuen Trainer Fritz Wittenbecher in die Stammmannschaft hineinspielen. Diesen Status verlor er aber bereits wieder in der folgenden Spielzeit 1957, denn er wurde nur im März und April in drei Oberligapunktspielen eingesetzt.
Nach 27 Spielen in der Oberliga (einschließlich der Übergangsrunde 1955) und zwei Meisterschaftstoren beendete Pahlitzsch nach der Hinrunde der Saison 1957 seine Zugehörigkeit zum SC Lok Leipzig. Nach einem kurzen Zwischenspiel bei der BSG Stahl Freital in der inzwischen viertklassigen Bezirksliga Dresden wechselte er noch 1957 zum Bezirksligakonkurrenten Dynamo Dresden, dem er in derselben Saison zum Aufstieg in die II. DDR-Liga verhalf. Bereits 1958 stieg Pahlitzsch mit Dynamo in die I. DDR-Liga auf, und in der Saison 1961/62, der Spielplan war wieder auf den Sommer-Frühjahr-Rhythmus umgestellt worden, gehörte Pahlitzsch mit 38 Punktspieleinsätzen und sieben Toren zu den Aktivposten beim Aufstieg in die DDR-Oberliga.
In der folgenden Oberligasaison der Dresdner 1962/63 war Pahlitzsch in 24 Punktspielen als rechter Innenstürmer mit von der Partie und erzielte dabei fünf Tore. Dynamo Dresden gelang es jedoch nicht, sich in der DDR-Spitzenklasse zu halten und musste 1963/64 erneut in der DDR-Liga antreten. Nach dem sofortigen Wiederaufstieg absolvierte Pahlitzsch 1964/65 seine letzte Oberligasaison. Der inzwischen 31-Jährige wurde in der ersten Halbserie zwar noch in elf Spielen eingesetzt, in der Rückrunde kam er jedoch nur noch in drei Oberligaspielen zum Einsatz, zu Torerfolgen kam er nicht mehr. In seinen beiden Oberligaspielzeiten für Dynamo Dresden spielte er 38-mal in der Oberliga, sodass er mit seiner Saison in Leipzig auf insgesamt 65 Erstligaeinsätze kam, in denen er mit sieben Toren erfolgreich war.

## Stationen
- 1953 bis 1954: BSG Lokomotive Pirna
- 1955 bis 1957: SC Lokomotive Leipzig
- 1957: BSG Stahl Freital
- 1957 bis 1965: SG Dynamo Dresden